# Gregorio Leti
Gregorio Leti (Milão, 1630 - Amesterdão, 1701) foi um historiador italiano.
Emigrado em Inglaterra, tornou-se historiógrafo de Carlos II e deixou numerosas obras históricas, como por exemplo sobre Olimpia Maidalchini, cunhada do Papa Inocêncio X, a quem este confiou as finanças pontificais. Em 1685 encontra-se em Amesterdão onde é historiógrafo da cidade. Em 1691 casou a filha com o teólogo Jean Le Clerc. 

## Publicações
- A vida de Oliver Cromwell
- A vida de D. Olimpia Maidalchini, princesa panfília, novamente traduzida em francês do italiano do abade Gualdi, com notas por M. J**. Genebra, 1770.